# 辻口由奈
辻口 由奈（つじぐち ゆうな、2005年4月7日 - ）は日本の元子役。モンドラナエンタテインメントに所属していた。

## 人物
- 赤ちゃんモデルとして当初はテアトルアカデミーに所属し、ドラマ等で活躍する[1]

## 出演

### アニメ
- クッキンアイドル アイ!マイ!まいん!（2011年 - 2012年、NHK教育）ひな 役 ※実写パートでも同役で出演

### ドラマ
- 麗わしき鬼（2007年、東海テレビ）
- 24時間テレビ 再現ドラマ「蜂谷弥三郎」（2007年、日本テレビ）
- 上海タイフーン（2008年、NHK）
- 血液型別 オンナが結婚する方法♪ 第二夜・B型オンナが結婚する方法（2009年、フジテレビ）水沢美華 役

### CM
- UR、賃貸住宅
- ミスタードーナツ
- 花王、リセッシュ

### スチール
- パナソニック、企業ポスター（2011年）

### Web
- 日本郵政グループ「郵便年賀.jp」